# 中国拳击协会
中国拳击协会是中华人民共和国拳击运动从业者组成的全国性体育组织，由中华全国体育总会领导，成立于1987年，会址位于北京市东城区白桥大街15号嘉禾国信大厦603-08。
2025年3月，为了确保继续参加奥运会拳击项目，中国拳击协会加入世界拳击联盟。